# Günter Zamp Kelp
Günter Zamp Kelp (n. 26 august 1941, Bistrița, Regatul Ungariei) este un arhitect și artist austriac, cunoscut pentru munca sa în cadrul grupului Haus-Rucker-Co și pentru contribuțiile sale în domeniul arhitecturii experimentale și interactive.

## Biografie
După absolvirea studiilor de arhitectură la Universitatea Tehnică din Viena în 1967, Kelp a devenit asistentul lui Karl Schwanzer până în 1969. În același an, împreună cu Laurids Ortner și Klaus Pinter, a fondat grupul Haus-Rucker-Co, care a avut o influență semnificativă asupra mișcării de arhitectură experimentală din Europa în anii 1970. Grupul a creat instalații și structuri temporare care au explorat relația dintre corpul uman, spațiu și mediu, precum și rolul tehnologiei în modificarea acestei relații. Printre cele mai cunoscute lucrări ale lor se numără "Oculus" (1969), o instalație care a creat o iluzie optică de spațiu infinit, și "Flyhead" (1971), o cască care a creat o perspectivă distorsionată a mediului înconjurător.
În paralel cu activitatea sa în cadrul grupului Haus-Rucker-Co, Kelp a fost profesor invitat la mai multe universități, inclusiv la Universitatea Cornell, Städelsches Kunstinstitut și Universitatea Tehnică din Viena. În 1988, a fost numit profesor la Universitatea de Arte din Berlin, unde a predat planificarea clădirilor, designul spațial și tehnologia de mediere până în 2009.
În ultimii ani, Kelp s-a concentrat tot mai mult pe arta digitală și interactivă, creând instalații care implică tehnologii precum realitatea virtuală și augmentată. Lucrările sale au fost expuse la numeroase expoziții și evenimente, inclusiv la Bienala de la Veneția și la Muzeul de Artă Modernă din New York.

## Proiecte

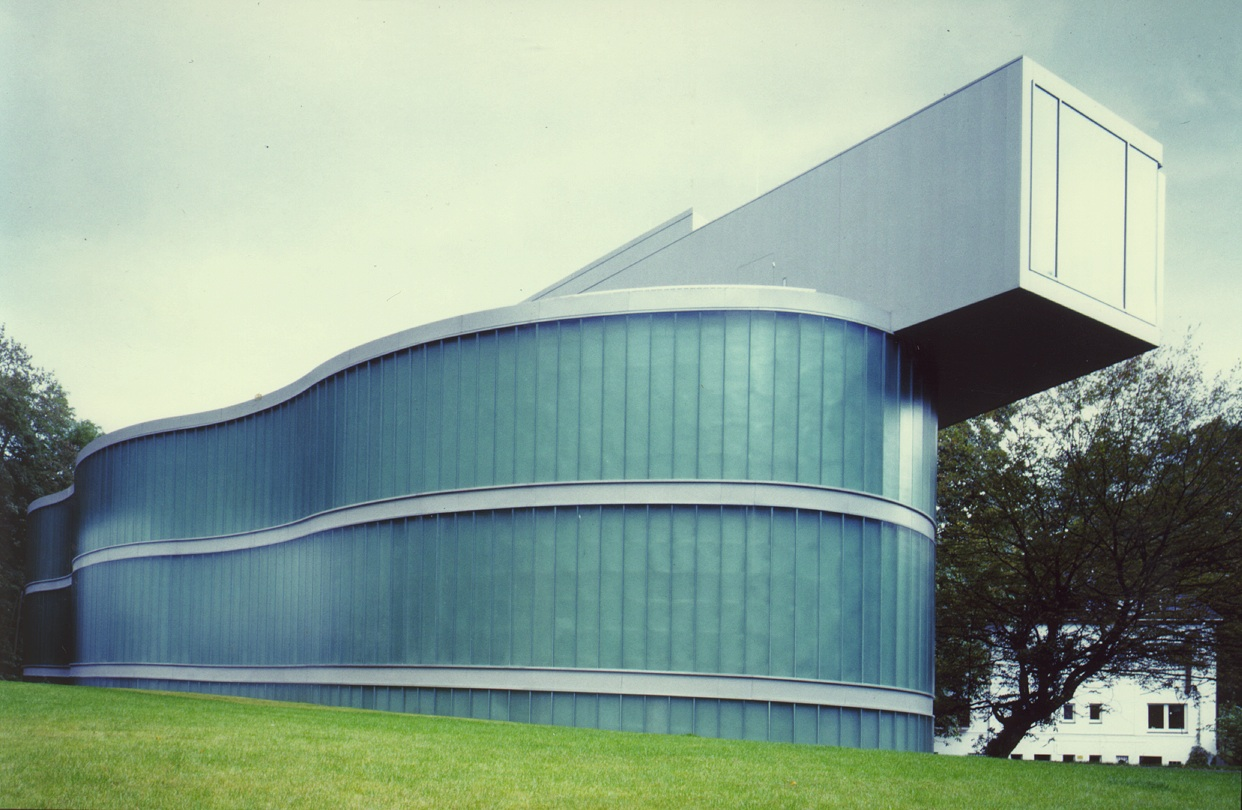
Neanderthal Museum

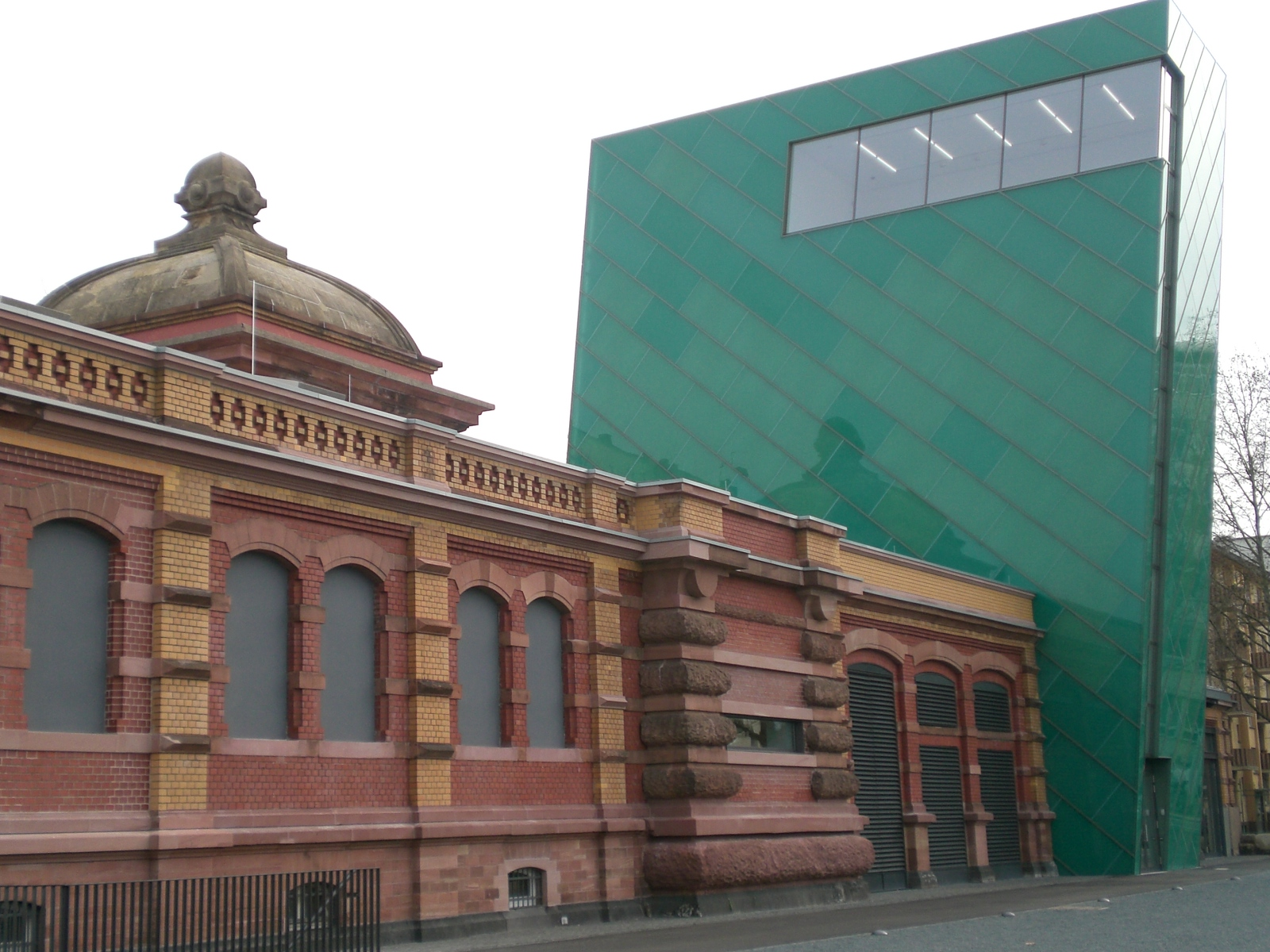
Kunsthalle Mainz

Zamp Kelp a fost implicat în proiectarea și construirea mai multor edificii notabile după dizolvarea grupului Haus-Rucker-Co în 1992.
În perioada 1993-1996, împreună cu Julius Krauss și Arno Brandlhuber, a proiectat și construit Muzeul Neanderthal din Mettmann, lângă Düsseldorf. Acest muzeu este dedicat istoriei și evoluției oamenilor preistorici, inclusiv a neanderthalienilor, și adăpostește o gamă largă de exponate și artefacte.
În perioada 2000-2006, Kelp a proiectat și construit Haus vor dem Wind în portul Rinului din Düsseldorf. Această clădire cu formă de navă are o suprafață brută de 7.000 de metri pătrați și adăpostește birouri, spații de locuit și un restaurant.
În 2007, Kelp a colaborat cu designerii de interior neo.studio (Neumann Schneider Architekten) pentru a proiecta și construi Kunsthalle Mainz în portul Rinului din Mainz. Această clădire este destinată să găzduiască expoziții de artă contemporană și are o suprafață de 2.500 de metri pătrați.
Unul dintre cele mai notabile proiecte este "Egg of Columbus", o structură sferică din oțel inoxidabil, cu diametrul de 10 metri, care a fost expusă la Muzeul de Artă Modernă din Viena în 1994. Această structură a fost concepută ca un spațiu interactiv, care putea fi explorat de vizitatori prin intermediul unor treceri și scări spiralate.
Pe lângă proiectele menționate, Günter Zamp Kelp a realizat și alte proiecte importante în cariera sa de arhitect și artist.
În 1989, Kelp a realizat o instalație numită "Braindrops" pentru Bienala de la Veneția. Această instalație consta dintr-o serie de glastreapă cu apă, care erau suspendate în aer și formau o rețea complexă de tuburi și conducte. Vizitatorii puteau observa circulația apei și efectele gravitației asupra acesteia prin intermediul unor pompe și valve controlate manual.
În 2002, Kelp a realizat un proiect intitulat "Gravitational Bath" pentru Muzeul de Artă Contemporană din Barcelona. Acest proiect consta dintr-un bazin de apă cu o latură de 16 metri, care era susținut de o structură din oțel inoxidabil și se afla înclinat la un unghi de 45 de grade. Vizitatorii puteau intra în bazin și experimenta senzația de gravitație zero, deoarece apa era în continuă mișcare și crea o senzație de plutire.